# Dziennik Wileński

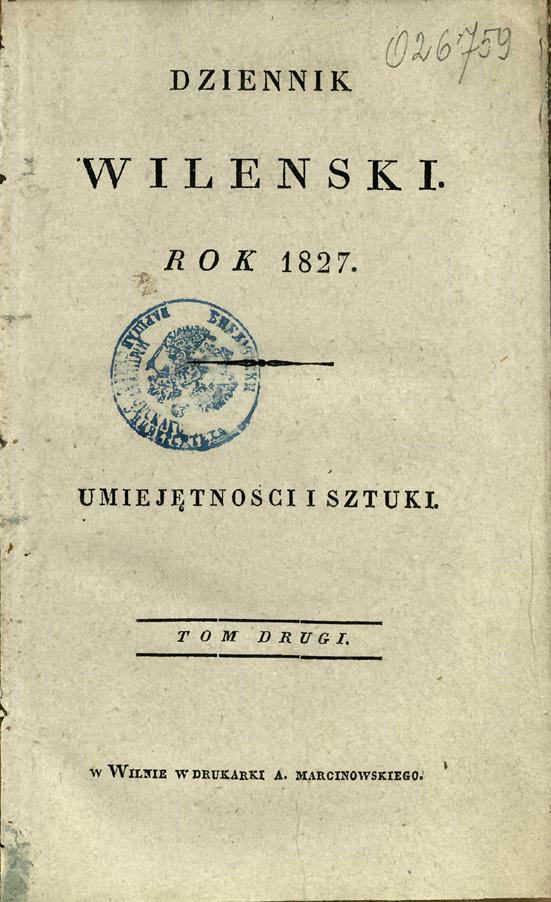
Dziennik Wileński, 1827

Dziennik Wileński – nazwa kilku polskojęzycznych dzienników wydawanych w Wilnie.
Pierwszy Dziennik Wileński ukazywał się w okresie kwiecień 1805 – grudzień 1806 i był związany z Uniwersytetem Wileńskim (niektóre źródła podają rok 1807 jako datę zakończenia publikacji). Według historyków, „odcisnął on trwały ślad w historii czasopiśmiennictwa polskiego na Litwie”.
Kolejny Dziennik Wileński ukazywał się w okresie styczeń 1815-1830 (niektóre źródła łączą dwie pierwsze publikacje traktując je jako jeden dziennik wydawany nieregularnie w latach 1805–1806/1807 i 1815-1830) czy po prostu podając lata 1805–1830. Niektóre źródła podają datę 1825 jako datę zakończenia publikacji (np. przedział 1805-1825).
Później gazety o tytule Dziennik Wileński ukazywały się w latach c. 1906, 1907-1908, i 1916-1938 (także pod nazwą Głos Wileński). W latach 1928–1938 wydawany był też Wileński Dziennik Wojewódzki. Dziennik ukazujący się w latach 1916–1938 został opisany jako jedno z „najważniejszych pism codziennych ukazujących się w okresie międzywojennym w północno-wschodniej Polsce”.
Z Dziennikiem Wileńskim związani byli m.in.
- Stanisław Bonifacy Jundziłł (współzałożyciel w roku 1805)[2]
- Józef Ignacy Kossakowski (współzałożyciel w roku 1805)[2]
- Józef Zawadzki (drukarz dla edycji z lat 1805–1806)[2]
- Gotfryd Ernest Groddeck (redaktor c. 1805-1806?)[18]
- Józef Mostowski (redaktor c. 1805-1806?)[18]
- Jędrzej Śniadecki (dla lat c. 1805-1830, współzałożyciel)[8]
- Kazimierz Kontrym (redaktor[19], współzałożyciel w 1815[6])
- Antoni Marcinowski(inne języki) (współzałożyciel w 1815[6])